# Dumar Kachhar
Dumar Kachhar è una suddivisione dell'India, classificata come census town, di 9.730 abitanti, situata nel distretto di Shahdol, nello stato federato del Madhya Pradesh. In base al numero di abitanti la città rientra nella classe V (da 5.000 a 9.999 persone).

## Geografia fisica
La città è situata a 23° 11' 26 N e 82° 07' 45 E.

## Società

### Evoluzione demografica
Al censimento del 2001 la popolazione di Dumar Kachhar assommava a 9.730 persone, delle quali 5.233 maschi e 4.497 femmine. I bambini di età inferiore o uguale ai sei anni assommavano a 1.217, dei quali 636 maschi e 581 femmine. Infine, coloro che erano in grado di saper almeno leggere e scrivere erano 6.557, dei quali 3.983 maschi e 2.574 femmine.